# Sant Bru de l'Oller
Sant Bru de l'Oller és la capella de la masia de l'Oller, del terme municipal de Castellterçol, a la comarca del Moianès.
Està situada a la part septentrional del terme municipal. La capella és l'edifici més al nord del conjunt de la masia.